# Vicenta Devís
María Vicenta Devís (Valencia, 1744 - h. 1820) fue una impresora valenciana que estuvo en activo durante cuatro décadas a finales del siglo XVIII y principios del XIX .

## Biografía
Devís fue la segunda esposa de Agustín Laborda Campo, aragonés afincado en Valencia que era un destacado impresor de literatura de cordel del siglo XVIII y cuyo taller se encontraba en el número 18 de la calle Bolsería. Devís y Laborda contrajeron matrimonio en 1763. Con la incorporación de Devís, las actividades editoriales del taller se expandieron, de la misma forma que la fortuna familiar, como se refleja en el testamento de Laborda (1776) donde menciona que sus bienes se habían «multiplicado en la industria, cuidado y aplicación míos y de mi segunda consorte».
Tras el fallecimiento de su esposo hacia 1775, Devis se hizo cargo de la dirección del taller. Los trabajos que imprimieron a partir de ese momento se indicaban como «Viuda de Agustín Laborda».
Entre los colaboradres de Devis figura, a finales del siglo XVIII, como maestro de imprenta Juan Bautista Escorigüela, autor de col.loquis y de relaciones de sucesos. Otro destacado colaborador fue el grabador Baltasar de Talamantes como oficial.
De su matrimonio con Agustín Laborda nacen cuatro hijos: Josefa, hija natural que ingresará en el convento de Nuestra Señora de Belén, Teresa, Carmela y Agustín. A pesar de que tradicionalmente se pensó que la heredera del negocio fue Teresa, posteriormente se ha podido determinar que esta había muerto hacia 1815 y que en realidad fue su hermana Carmela quien asumió la dirección de la imprenta. Así lo había ordenado Devís en su testamento, asignándole un tercio de todos sus bienes y específicamente las dos prensas, fundiciones de letra y otros materiales propios del negocio, de forma que quedaba como propietaria del taller a la muerte de la madre, por delante de su hermano Agustín.

## Obra
Aunque la producción editorial de Devis durante sus años al frente de la imprenta continúa fundamentalmente la línea adoptada por Laborda, basada en la impresión de pliegos de cordel (romances, relaciones, historias, comedias sueltas, entremeses, col.loquis, aleluyas, gozos, estampas), expande tres de sus líneas editoriales, siempre dentro del género de cordel. Amplía la publicación masiva de gozos, obras impresas consistentes en un folio con un grabado representativo y textos, generalmente oraciones o himnos, alusivos a algún santo o devoción. Laborda ya había impreso algunos gozos, pero fue Devís la que explotó el potencial comercial que ofrecían, en parcticular atendiendo a las devociones locales repartidas por el territorio valenciano.
Otra actividad que impulsó fue la edición de historias religiosas extraídas del Flos Sanctorum de Alonso de Villegas. Se trata de obras de 24 páginas, normalmente en prosa, que siguen el modelo utilizado en 1767 por Manuel Martín, si bien este había incluido también historias profanas. La obra de Martín había sido reimpresa por Laborda y Devís. Entre 1807 y 1810 se imprimieron en el taller de Bolsería al menos diez obras sobre personajes bíblicos. En esta obra, como en el caso de los gozos, fue de relevancia la colaboración de Baltasar de Talamantes en el grabado de los títulos.
En tercer lugar, Devís contribuyó con la publicación de pliegos de políticos e informativos durante los años de la Guerra de la Independencia (1808-1814). Sus obras ofrecían información sobre los acontecimientos del conflicto, distribuían consignas patrióticas, o planteaban un análisis más tranquilo de los acontecimientos. Esta actividad la realizaba tanto para cubrir la demanda que es equellos momentos había de estos tipos de materiales, como impulsada por la actividad política de Escorigüela.